# Львовская (станция)
Льво́вская — промежуточная железнодорожная станция Курского направления Московской железной дороги в микрорайоне Львовский города Подольска Московской области. Открыта в 1905 году.
Является конечной для некоторых пригородных электропоездов. Имеется 2 главных пути и тупиковый путь в середине для оборота электропоездов со стороны Москвы. Подобное путевое развитие не позволяет выполнять иные операции. При этом второй главный путь (на Москву) располагается в прямой, а первый главный путь имеет искривление для обхода островной платформы. С обоих торцов платформ располагаются настилы для перехода через пути. На станции останавливаются все пригородные электропоезда, кроме экспрессов и некоторых электропоездов до (от) Тулы и Серпухова.
Станция закрывалась в сентябре 1996 года, когда была лишена оборотного тупика для некоторых электропоездов с Москвы, имевших на станции Львовская конечную остановку, и имела статус остановочного пункта, но в мае 2012 года была открыта вновь.
В октябре 2013 года на станции начались работы по капитальному ремонту станции. Планируется заменить всё покрытие на станции для обеспечения комфортной посадки и высадки пассажиров.
В 2019 году были установлены турникеты.
Выход к улицам Железнодорожная и Горького. Рядом со станцией находится Львовский поселковый рынок и автобусная остановка «Станция Львовская».
Районные маршруты:
- № 42 (Львовский — Романцево)
- № 51 (Львовский — Автостанция Подольск)
- № 54 (Львовский — Матвеевское)
- № 61 (Автостанция Подольск — Станция Львовская — Чехов)
- № 52 (Львовский — Автостанция Подольск).

## Путевое развитие
Станция Львовская — единственная станция на Курском направлении, являющаяся для некоторых электропоездов с Москвы конечной остановкой, где при этом не осуществляется на конечной остановке никакого отгона электропоезда с платформы никуда на отдельное место его стоянки в оборотный тупик, а где электропоезд даже на ночь, на ночной отстой может оставаться стоять отдыхать прямо на станции, на островной платформе, расположенной напротив прилегающего к ней леса с западной стороны, и на островной платформе которой при этом имеется так же стеклянная комната отдыха и прилегающие к ней скамейки на свежем воздухе. И электричка на конечной остановке при своём нахождении на островной платформе, можно в прямом смысле для себя представить, что она вместе с вами тоже стоит и отдыхает на этой платформе, никуда не отпарковываясь с платформы ни на какое отдельное место своей стоянки. Мимо островной платформы с западной стороны осуществляется движение на юг, с восточной стороны островной платформы осуществляется оборот электропоездов с Москвы, а ещё восточнее, через боковую платформу осуществляется движение на север, в сторону Москвы.

## Станция Львовская в литературе
Станция Львовская фигурирует в романе Дмитрия Быкова «Эвакуатор»:
Электричка ползла медленно, то и дело останавливаясь, спотыкаясь, скрипя, — и движение это было похоже на заикающееся бормотание, на бред больного, которому в жару все мерещатся столбы, станции, полустанки… Что такое, собственно, полустанок? Катька с детства представляла при этом слове половину станка, хотя станок видела не очень четко — что-то железное, квадратное. Но слово «полустанок» по самому своему звуку прижилось в описаниях российского пейзажа, — в нем есть стык, перестук, спотычка, и неискоренимая половинчатость, и четырехсложность с анапестным ударением, то есть идеальное соответствие железной дороге. Интересно, Львовская — это станция или полустанок?Дмитрий Быков, «Эвакуатор»

## Примечания

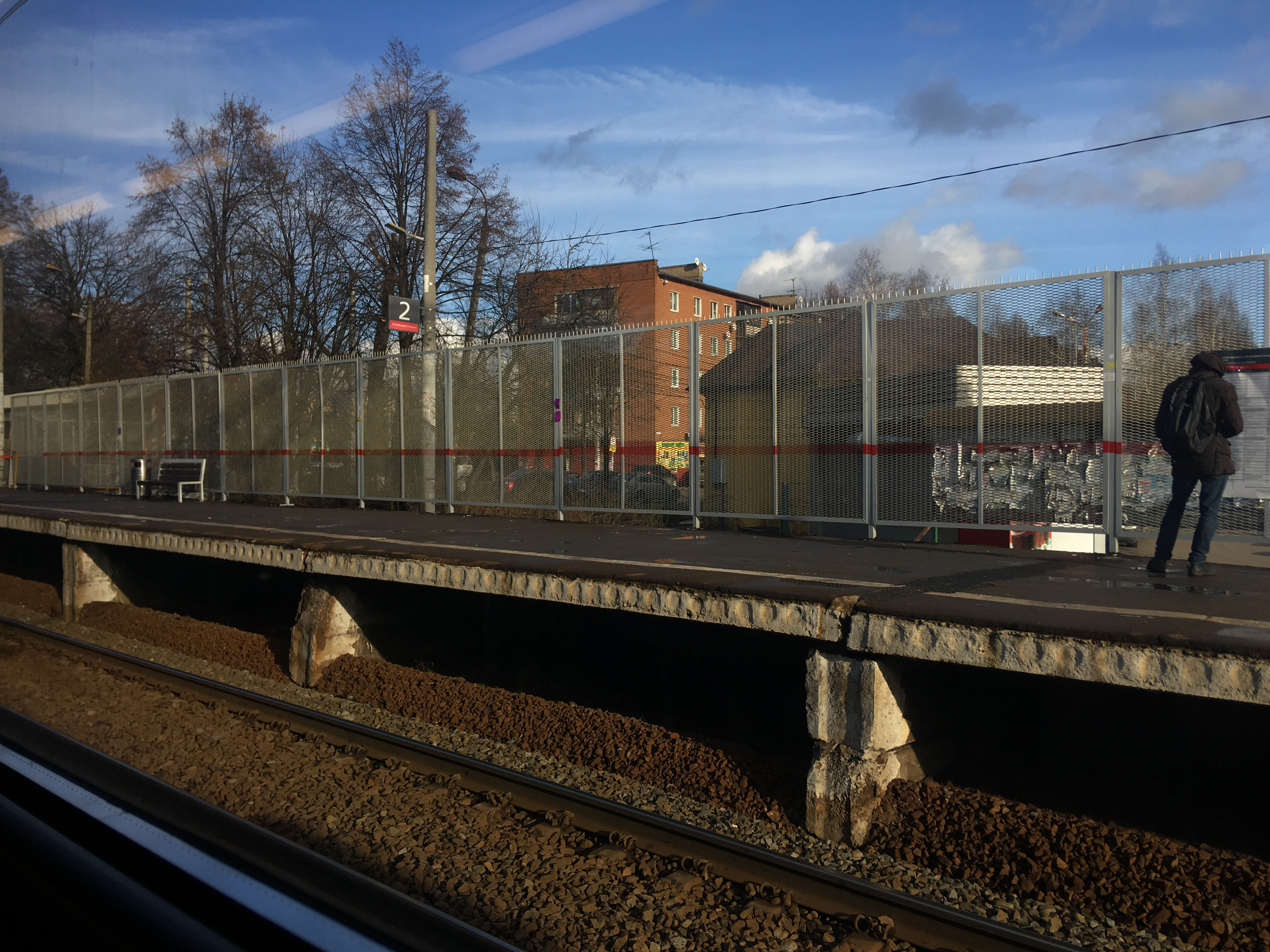
Станция Львовская, ноябрь 2019